# Liste der Gemeinden im Landkreis Kitzingen

Karte des Landkreises Kitzingen

Die Liste der Gemeinden im Landkreis Kitzingen gibt einen Überblick über die Verwaltungseinheiten des Landkreises. Es gibt 31 politische Gemeinden, von denen 6 eine eigene Verwaltung haben, und 6 Verwaltungsgemeinschaften.

## Legende
- Verwaltungseinheit: Name der Gemeinde und Angabe der Gemeindeart: Gemeinde (–), Markt (M), Stadt (St), Große Kreisstadt (GKSt) oder Name der Verwaltungsgemeinschaft. Einheitsgemeinden wie auch Verwaltungsgemeinschaften sind fett gedruckt
- Wappen: Wappen der Gemeinde
- GT: Gemeindeteile der Gemeinde. Der Wiki-Link ist mit der Gemeindegliederung der jeweiligen Gemeinde verknüpft.
- VG: Zeigt ggf. an, ob eine Gemeinde zu einer Verwaltungsgemeinschaft gehört
- Karte: Zeigt die Lage der Gemeinde im Landkreis
- Fläche: Fläche der Stadt beziehungsweise Gemeinde, angegeben in Quadratkilometer
- Einwohner: Zahl der Menschen, die in der Gemeinde beziehungsweise Stadt leben (Stand: 31. Dezember 2023[1])
- EW-Dichte: Angegeben ist die Einwohnerdichte, gerechnet auf die Fläche der Verwaltungseinheit, angegeben in Einwohner pro km2 (Stand: 31. Dezember 2023[2])
- Statistik: Link zur kommunalen Statistik des Bayerischen Landesamts für Statistik
- Website: Website der Gemeinde bzw. der Verwaltungsgemeinschaft

## Gemeinden
| Verwaltungseinheit    | Wappen                                 | GT | VG           | Karte                                                                | Fläche in km²   | Einwohner      | Einwohner je km² | Statistik | Website |
| --------------------- | -------------------------------------- | -- | ------------ | -------------------------------------------------------------------- | --------------- | -------------- | ---------------- | --------- | ------- |
| Landkreis Kitzingen   | Wappen des Landkreises Kitzingen       |    |              | Der Landkreis Kitzingen                                              | 684,19          | 93818          | 137              | [ 3 ]     | [ 4 ]   |
| Großlangheim, VG      |                                        |    | Großlangheim | Lage der Verwaltungsgemeinschaft Großlangheim im Landkreis Kitzingen | 44,43 (6.5 %)   | 4391 (4.7 %)   | 99               |           | [ 5 ]   |
| Iphofen, VG           |                                        |    | Iphofen      | Lage der Verwaltungsgemeinschaft Iphofen im Landkreis Kitzingen      | 122,46 (17.9 %) | 9594 (10.2 %)  | 78               |           | [ 6 ]   |
| Kitzingen, VG         |                                        |    | Kitzingen    | Lage der Verwaltungsgemeinschaft Kitzingen im Landkreis Kitzingen    | 47,30 (6.9 %)   | 7904 (8.4 %)   | 167              |           | [ 7 ]   |
| Marktbreit, VG        |                                        |    | Marktbreit   | Lage der Verwaltungsgemeinschaft Marktbreit im Landkreis Kitzingen   | 83,98 (12.3 %)  | 10458 (11.1 %) | 125              |           | [ 8 ]   |
| Volkach, VG           |                                        |    | Volkach      | Lage der Verwaltungsgemeinschaft Volkach im Landkreis Kitzingen      | 71,16 (10.4 %)  | 11288 (12 %)   | 159              |           |         |
| Wiesentheid, VG       |                                        |    | Wiesentheid  | Lage der Verwaltungsgemeinschaft Wiesentheid im Landkreis Kitzingen  | 75,98 (11.1 %)  | 7596 (8.1 %)   | 100              |           | [ 9 ]   |
| Abtswind, M           | Wappen der Gemeinde Abtswind           | 2  | Wiesentheid  | Lage der Gemeinde Abtswind im Landkreis Kitzingen                    | 12,81 (1.9 %)   | 833 (0.9 %)    | 65               | [ 10 ]    | [ 11 ]  |
| Albertshofen          | Wappen der Gemeinde Albertshofen       | 1  | Kitzingen    | Lage der Gemeinde Albertshofen im Landkreis Kitzingen                | 3,80 (0.6 %)    | 2293 (2.4 %)   | 603              | [ 12 ]    | [ 13 ]  |
| Biebelried            | Wappen der Gemeinde Biebelried         | 3  | Kitzingen    | Lage der Gemeinde Biebelried im Landkreis Kitzingen                  | 22,73 (3.3 %)   | 1216 (1.3 %)   | 53               | [ 14 ]    | [ 15 ]  |
| Buchbrunn             | Wappen der Gemeinde Buchbrunn          | 1  | Kitzingen    | Lage der Gemeinde Buchbrunn im Landkreis Kitzingen                   | 4,57 (0.7 %)    | 1143 (1.2 %)   | 250              | [ 16 ]    | [ 17 ]  |
| Castell               | Wappen der Gemeinde Castell            | 7  | Wiesentheid  | Lage der Gemeinde Castell im Landkreis Kitzingen                     | 22,92 (3.3 %)   | 862 (0.9 %)    | 38               | [ 18 ]    | [ 19 ]  |
| Dettelbach, St        | Wappen der Gemeinde Dettelbach         | 13 |              | Lage der Gemeinde Dettelbach im Landkreis Kitzingen                  | 60,94 (8.9 %)   | 7228 (7.7 %)   | 119              | [ 20 ]    | [ 21 ]  |
| Geiselwind, M         | Wappen der Gemeinde Geiselwind         | 24 |              | Lage der Gemeinde Geiselwind im Landkreis Kitzingen                  | 48,77 (7.1 %)   | 2736 (2.9 %)   | 56               | [ 22 ]    | [ 23 ]  |
| Großlangheim, M       | Wappen der Gemeinde Großlangheim       | 2  | Großlangheim | Lage der Gemeinde Großlangheim im Landkreis Kitzingen                | 14,77 (2.2 %)   | 1599 (1.7 %)   | 108              | [ 24 ]    | [ 25 ]  |
| Iphofen, St           | Wappen der Gemeinde Iphofen            | 22 | Iphofen      | Lage der Gemeinde Iphofen im Landkreis Kitzingen                     | 78,06 (11.4 %)  | 4843 (5.2 %)   | 62               | [ 26 ]    | [ 27 ]  |
| Kitzingen, GKSt       | Wappen der Gemeinde Kitzingen          | 10 |              | Lage der Gemeinde Kitzingen im Landkreis Kitzingen                   | 46,99 (6.9 %)   | 23377 (24.9 %) | 497              | [ 28 ]    | [ 29 ]  |
| Kleinlangheim, M      | Wappen der Gemeinde Kleinlangheim      | 5  | Großlangheim | Lage der Gemeinde Kleinlangheim im Landkreis Kitzingen               | 19,09 (2.8 %)   | 1664 (1.8 %)   | 87               | [ 30 ]    | [ 31 ]  |
| Mainbernheim, St      | Wappen der Gemeinde Mainbernheim       | 1  |              | Lage der Gemeinde Mainbernheim im Landkreis Kitzingen                | 12,21 (1.8 %)   | 2334 (2.5 %)   | 191              | [ 32 ]    | [ 33 ]  |
| Mainstockheim         | Wappen der Gemeinde Mainstockheim      | 1  | Kitzingen    | Lage der Gemeinde Mainstockheim im Landkreis Kitzingen               | 8,52 (1.2 %)    | 2010 (2.1 %)   | 236              | [ 34 ]    | [ 35 ]  |
| Markt Einersheim, M   | Wappen der Gemeinde Markt Einersheim   | 8  | Iphofen      | Lage der Gemeinde Markt Einersheim im Landkreis Kitzingen            | 7,77 (1.1 %)    | 1245 (1.3 %)   | 160              | [ 36 ]    | [ 37 ]  |
| Marktbreit, St        | Wappen der Gemeinde Marktbreit         | 2  | Marktbreit   | Lage der Gemeinde Marktbreit im Landkreis Kitzingen                  | 20,16 (2.9 %)   | 3961 (4.2 %)   | 196              | [ 38 ]    | [ 39 ]  |
| Marktsteft, St        | Wappen der Gemeinde Marktsteft         | 3  | Marktbreit   | Lage der Gemeinde Marktsteft im Landkreis Kitzingen                  | 10,52 (1.5 %)   | 1920 (2 %)     | 183              | [ 40 ]    | [ 41 ]  |
| Martinsheim           | Wappen der Gemeinde Martinsheim        | 6  | Marktbreit   | Lage der Gemeinde Martinsheim im Landkreis Kitzingen                 | 23,23 (3.4 %)   | 998 (1.1 %)    | 43               | [ 42 ]    | [ 43 ]  |
| Nordheim am Main      | Wappen der Gemeinde Nordheim am Main   | 1  | Volkach      | Lage der Gemeinde Nordheim am Main im Landkreis Kitzingen            | 5,30 (0.8 %)    | 1026 (1.1 %)   | 194              | [ 44 ]    | [ 45 ]  |
| Obernbreit, M         | Wappen der Gemeinde Obernbreit         | 1  | Marktbreit   | Lage der Gemeinde Obernbreit im Landkreis Kitzingen                  | 9,84 (1.4 %)    | 1685 (1.8 %)   | 171              | [ 46 ]    | [ 47 ]  |
| Prichsenstadt, St     | Wappen der Gemeinde Prichsenstadt      | 18 |              | Lage der Gemeinde Prichsenstadt im Landkreis Kitzingen               | 48,86 (7.1 %)   | 3229 (3.4 %)   | 66               | [ 48 ]    | [ 49 ]  |
| Rödelsee              | Wappen der Gemeinde Rödelsee           | 3  | Iphofen      | Lage der Gemeinde Rödelsee im Landkreis Kitzingen                    | 11,50 (1.7 %)   | 1912 (2 %)     | 166              | [ 50 ]    | [ 51 ]  |
| Rüdenhausen, M        | Wappen der Gemeinde Rüdenhausen        | 7  | Wiesentheid  | Lage der Gemeinde Rüdenhausen im Landkreis Kitzingen                 | 6,88 (1 %)      | 909 (1 %)      | 132              | [ 52 ]    | [ 53 ]  |
| Schwarzach am Main, M | Wappen der Gemeinde Schwarzach am Main | 6  |              | Lage der Gemeinde Schwarzach am Main im Landkreis Kitzingen          | 21,11 (3.1 %)   | 3683 (3.9 %)   | 174              | [ 54 ]    | [ 55 ]  |
| Segnitz               | Wappen der Gemeinde Segnitz            | 1  | Marktbreit   | Lage der Gemeinde Segnitz im Landkreis Kitzingen                     | 2,72 (0.4 %)    | 819 (0.9 %)    | 301              | [ 56 ]    | [ 57 ]  |
| Seinsheim, M          | Wappen der Gemeinde Seinsheim          | 15 | Marktbreit   | Lage der Gemeinde Seinsheim im Landkreis Kitzingen                   | 17,51 (2.6 %)   | 1075 (1.1 %)   | 61               | [ 58 ]    | [ 59 ]  |
| Sommerach             | Wappen der Gemeinde Sommerach          | 1  | Volkach      | Lage der Gemeinde Sommerach im Landkreis Kitzingen                   | 5,67 (0.8 %)    | 1473 (1.6 %)   | 260              | [ 60 ]    | [ 61 ]  |
| Sulzfeld am Main      | Wappen der Gemeinde Sulzfeld am Main   | 1  | Kitzingen    | Lage der Gemeinde Sulzfeld am Main im Landkreis Kitzingen            | 7,68 (1.1 %)    | 1242 (1.3 %)   | 162              | [ 62 ]    | [ 63 ]  |
| Volkach, St           | Wappen der Gemeinde Volkach            | 19 | Volkach      | Lage der Gemeinde Volkach im Landkreis Kitzingen                     | 60,19 (8.8 %)   | 8789 (9.4 %)   | 146              | [ 64 ]    | [ 65 ]  |
| Wiesenbronn           | Wappen der Gemeinde Wiesenbronn        | 1  | Großlangheim | Lage der Gemeinde Wiesenbronn im Landkreis Kitzingen                 | 10,57 (1.5 %)   | 1128 (1.2 %)   | 107              | [ 66 ]    | [ 67 ]  |
| Wiesentheid, M        | Wappen der Gemeinde Wiesentheid        | 10 | Wiesentheid  | Lage der Gemeinde Wiesentheid im Landkreis Kitzingen                 | 33,37 (4.9 %)   | 4992 (5.3 %)   | 150              | [ 68 ]    | [ 69 ]  |
| Willanzheim, M        | Wappen der Gemeinde Willanzheim        | 3  | Iphofen      | Lage der Gemeinde Willanzheim im Landkreis Kitzingen                 | 25,13 (3.7 %)   | 1594 (1.7 %)   | 63               | [ 70 ]    | [ 71 ]  |